# Sérgio da Rocha
Sérgio da Rocha (Dobrada, 21 de outubro de 1959) é um cardeal católico brasileiro. Foi bispo auxiliar de Fortaleza e arcebispo metropolitano de Teresina e de Brasília. Desde 2020 é o arcebispo de São Salvador da Bahia e, por consequência, o primaz do Brasil. É também membro do Conselho de Cardeais para ajudar o Santo Padre no governo da Igreja Católica.

## Biografia
Filho de Rubens da Rocha e Aparecida Veronesi, nasceu em Dobrada, à época distrito de Matão.
Recebeu a ordenação diaconal na Igreja de Santa Cruz de Matão, no dia 18 de agosto de 1984 e sacerdote na Matriz do Senhor Bom Jesus de Matão, aos 14 de dezembro de 1984.
Cursou filosofia no Seminário de São Carlos e de teologia na Pontifícia Universidade Católica de Campinas. Graduou-se em Licenciatura em Filosofia pela Faculdade Salesiana de Lorena. Fez pós-graduação a nível de Mestrado em Teologia Moral pela Faculdade Nossa Senhora Assunção, de São Paulo, e obteve o Doutorado na Academia Alfonsiana da Pontifícia Universidade Lateranense, em Roma, no dia 21 de janeiro de 1997.
Foi Diretor Espiritual no Seminário Diocesano de Filosofia, em São Carlos; Professor de Filosofia e Reitor. No Seminário de Teologia de São Carlos, em Campinas, foi Diretor Espiritual e Reitor. Foi professor e membro da Equipe de Formação dos Diáconos Permanentes de São Carlos.
Na Diocese de São Carlos exerceu os seguintes encargos: foi assessor da Pastoral da Juventude, Coordenador da Pastoral Vocacional, Coordenador da Escola de Agentes de Pastoral, Coordenador Diocesano de Pastoral, Pároco de Água Vermelha e de Santa Eudóxia, Vigário Paroquial das Paróquias Nossa Senhora de Fátima e Catedral e Reitor da Igreja São Judas Tadeu, em São Carlos.
De 1989 a 2001 foi professor de Teologia Moral na Pontifícia Universidade Católica de Campinas. Colaborou como professor em Porto Velho, no Projeto Missionário Sul I-Norte I e na Escola de Teologia Pastoral de São Luis de Montes Belos, Igreja-Irmã da Diocese de São Carlos.

## Episcopado

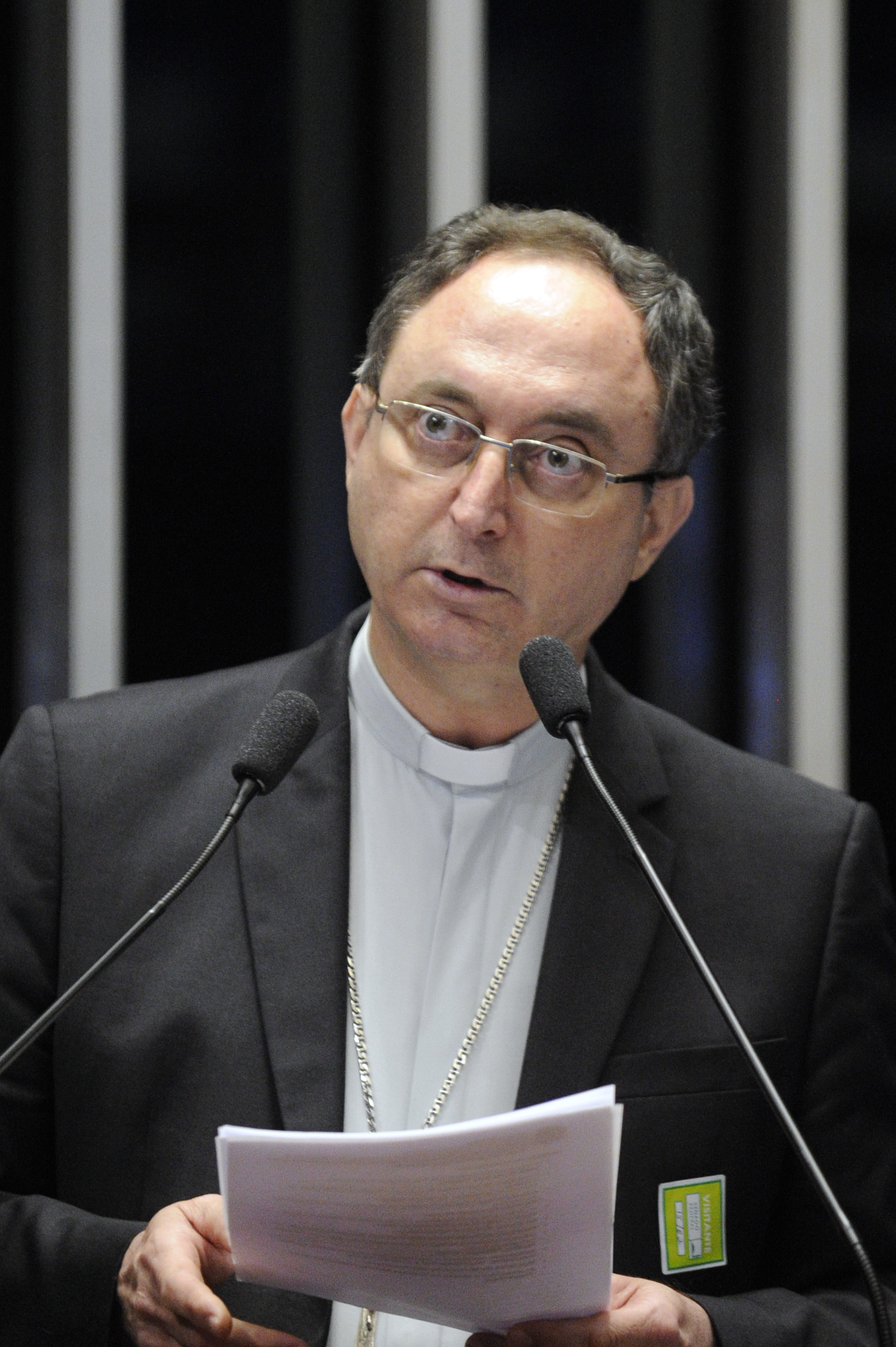
Dom Sérgio da Rocha no plenário do Congresso Nacional.

No dia 13 de junho de 2001 foi nomeado bispo auxiliar de Fortaleza pelo Papa João Paulo II, com a sé titular de Alba.
Foi ordenado bispo em 11 de agosto de 2001, na Catedral de São Carlos, por Dom José Antônio Aparecido Tosi Marques, e pelos coordenantes: Dom Joviano de Lima Júnior e Dom Bruno Gamberini.
Aos 31 de janeiro de 2007, o Papa Bento XVI o nomeou Arcebispo Coadjutor da Arquidiocese de Teresina.
Iniciou o seu trabalho pastoral na Arquidiocese de Teresina, como arcebispo coadjutor, no dia 30 de março de 2007.
Sucedeu a Dom Celso José Pinto da Silva como arcebispo metropolitano de Teresina, no dia 3 de setembro de 2008.
No período de 2003 a 2007 foi membro da Comissão Episcopal Pastoral para a Doutrina da Fé da CNBB; foi membro da Comissão Episcopal do Mutirão de Superação da Miséria e da Fome da CNBB; Secretário do Regional Nordeste I; Bispo de referencial da Pastoral da Juventude e da Pastoral Vocacional no Regional Nordeste I.
De 2007 a maio de 2011 foi Presidente do Departamento de Vocações e Ministérios do CELAM; foi membro da Comissão Episcopal Pastoral para os Ministérios Ordenados e a Vida Consagrada da CNBB, cargo que ocupou até maio de 2011; membro do Conselho Permanente da CNBB e Presidente do Regional Nordeste IV.
No dia 11 de maio de 2011 foi eleito presidente da Comissão Episcopal Pastoral para a Doutrina da Fé da CNBB, período concluído em 2015.

### Arcebispo de Brasília

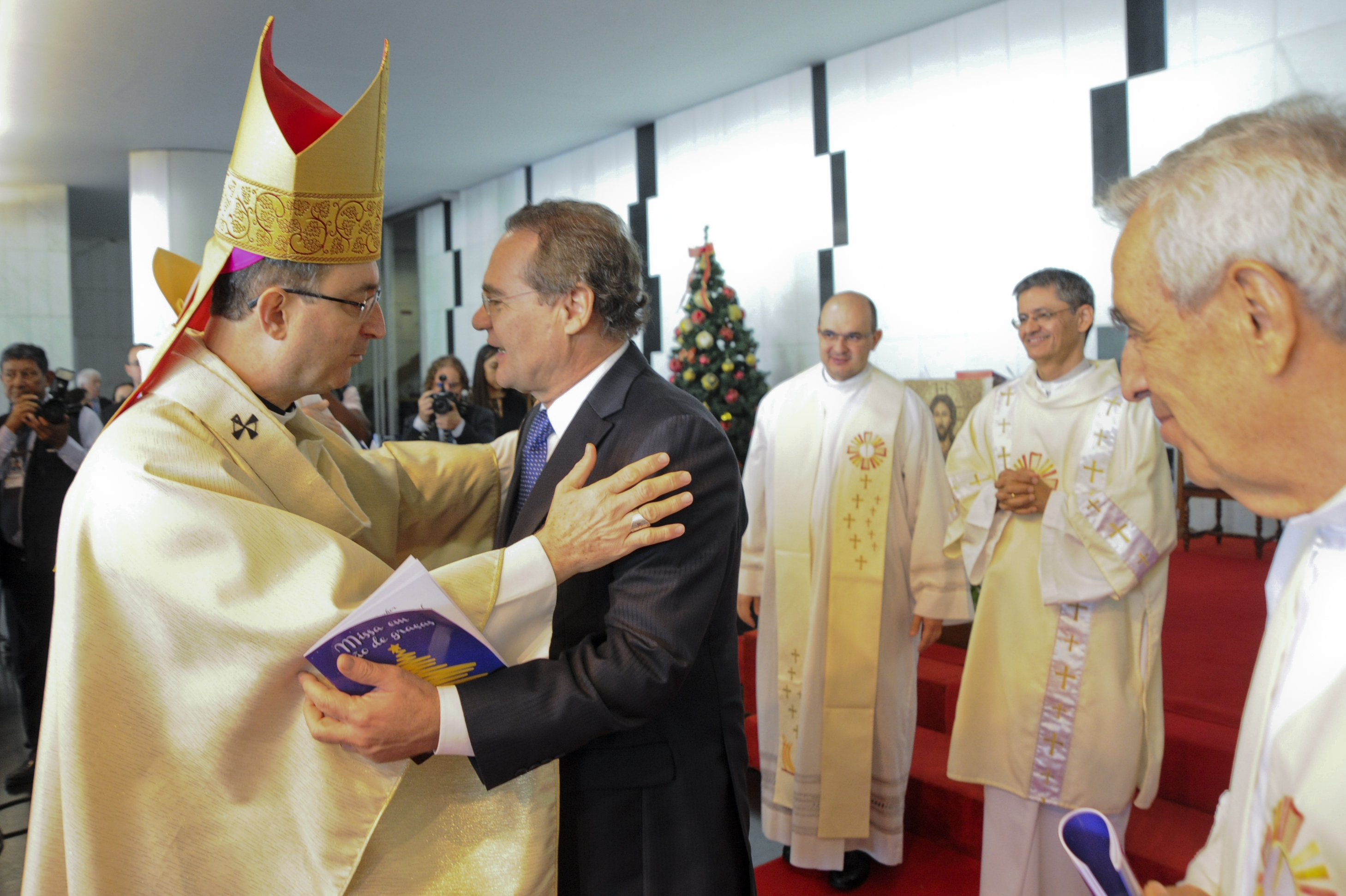
O arcebispo de Brasília, Dom Sérgio da Rocha, celebra missa em ação de graças pelos trabalhos legislativos de 2012. A cerimônia se realiza no Salão Negro do Congresso Nacional, e conta com a participação dos presidentes do Senado e da Câmara, além de senadores e deputados.

Em 15 de junho de 2011 foi nomeado pelo Papa Bento XVI arcebispo metropolitano de Brasília.
Sua posse aconteceu em 6 de agosto de 2011 em missa solene na Catedral Metropolitana Nossa Senhora Aparecida.
Aos 25 de junho de 2011 teve seu nome divulgado como bispo membro das Edições CNBB.
Foi eleito como membro delegado pela CNBB para participar como Padre Sinodal da 13ª Assembleia Geral Ordinária do Sínodo dos Bispos a se realizar no Vaticano de 7 a 28 de outubro de 2012. Na 53º Assembléia da CNBB, foi eleito 1º membro da Conferência Nacional dos Bispos do Brasil (CNBB) para a 14ª Assembleia do Sínodo dos Bispos sobre a Família, que ocorreu de 4 a 25 de outubro de 2015, no Vaticano.

### Arcebispo de Salvador
Foi nomeado arcebispo da Arquidiocese de São Salvador da Bahia e Primaz do Brasil em 11 de março de 2020, pelo Papa Francisco.
Aos 5 de junho de 2020 tomou posse solenemente da cátedra primacial do Brasil, como vigésimo oitavo arcebispo e o sexto cardeal. A celebração ocorreu na catedral basílica primacial, ocorrendo de maneira reservada em observação das medidas de segurança da pandemia do coronavírus.
Estiveram presente alguns bispos, o colégio dos consultores e algumas representações leigas, o novo cardeal arcebispo recebeu o báculo que perteceu a Dom Jerônimo Tomé da Silva das mãos do arcebispo-emérito Dom Murilo Krieger, S.C.J., a celebração foi transmitida e acompanhada pelos meios de comunicação social.

### Presidente da CNBB
No dia 20 de abril de 2015 foi eleito presidente da Conferência Nacional dos Bispos do Brasil. Seu mandato terminou em 6 de maio de 2019.

## Ordenações Episcopais
Dom Sérgio foi o celebrante principal das ordenações episcopais de::
1. Valdir Mamede, nomeado bispo auxiliar de Brasília, aos 16 de março de 2013, em Brasília.
2. José Aparecido Gonçalves de Almeida, nomeado bispo auxiliar de Brasília, aos 13 de julho de 2013, em Brasília
3. Marcos Antônio Tavoni, nomeado bispo de Bom Jesus do Gurguéia, aos 1 de março de 2014, em Brasília.
4. Jeová Elias Ferreira, nomeado bispo de Goiás, aos 22 de agosto de 2020, em Brasília.
5. Giovani Carlos Caldas Barroca, nomeado bispo de Uruaçu, aos 5 de setembro de 2020, em Brasília.
6. Dorival Souza Barreto Júnior, nomeado bispo auxiliar de São Salvador da Bahia, aos 3 de janeiro de 2021, em Montes Claros.
7. Valter Magno de Carvalho, nomeado bispo auxiliar de São Salvador da Bahia, aos 23 de janeiro de 2021, em Barbacena.
8. Juraci Gomes de Oliveira, nomeado bispo de Amargosa, aos 29 de julho de 2023, em Salvador.

Foi coadjuvante da ordenação episcopal de:
1. José Luiz Ferreira Salles, C.Ss.R., nomeado bispo auxiliar de Fortaleza, aos 17 de março de 2006, em Fortaleza. O celebrante principal foi Dom José Antônio Aparecido Tosi Marques.
2. Marcony Vinícius Ferreira, nomeado bispo auxiliar de Brasília, aos 12 de abril de 2014, em Brasília. O celebrante principal foi Dom José Freire Cardeal Falcão.
3. Vicente de Paula Tavares, nomeado bispo auxiliar de Brasília, aos 1 de maio de 2024, em Brasília. O celebrante principal foi Dom Paulo Cezar Cardeal Costa.
4. Carlos Henrique Silva Oliveira, nomeado bispo de Tocantinópolis, aos 1 de maio de 2024, em Brasília. O celebrante principal foi Dom Paulo Cezar Cardeal Costa.

## Cardinalato

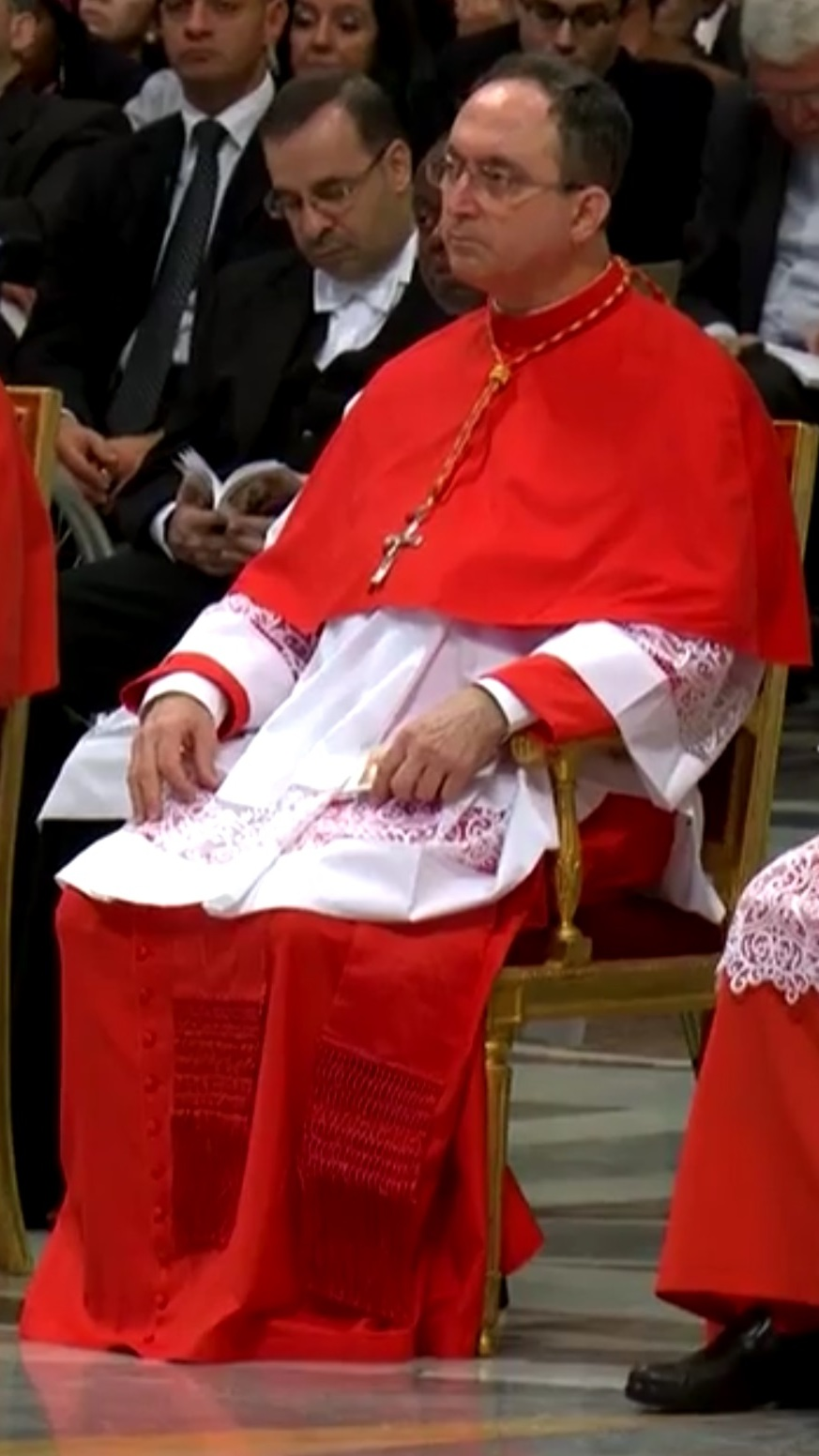
Dom Sérgio da Rocha no consistório que o criou cardeal.

No dia 9 de outubro de 2016, o Papa Francisco anunciou um novo consistório para a criação de novos cardeais, e entre eles, o nome de Dom Sérgio da Rocha, como Cardeal da Santa Igreja. Em 19 de novembro, recebeu o anel cardinalício, o barrete vermelho e o titulus de cardeal-presbítero de Santa Cruz na Via Flaminia, tomando posse da sua igreja titular em 23 de abril de 2017.
Foi nomeado como membro para a Pontifícia Comissão para a América Latina e foi o relator geral da XV Assembléia Geral Ordinária do Sínodo dos Bispos sobre o tema "A juventude, a fé e o discernimento vocacional". Atualmente, é membro dos seguintes dicastérios da Cúria Romana: Congregação para o Clero, Pontifícia Comissão para a América Latina e Congregação para os Bispos.
Em 7 de março de 2023 foi indicado pelo Papa Francisco como integrante do Conselho de Cardeais. O grupo é composto por nove cardeais da mais estrita confiança do Santo Padre, e auxilia na gestão da Igreja e no projeto de revisão da Cúria Romana. 